# Ngounié (vattendrag)
Ngounié är en flod i Gabon, ett biflöde till Ogooué. Den rinner genom provinserna Ngounié och Moyen-Ogooué, i den centrala delen av landet, 150 km sydost om huvudstaden Libreville. Den är segelbar till chutes de Fougamou.